# The Fall of Troy
The Fall of Troy var en amerikansk musikgrupp bestående av Thomas Erak (sång, elgitarr, keyboard), Andrew Forsman (trummor) och Frank Ene (elbas, sång). Bandet härstammade från Mukilteo i amerikanska delstaten Washington. Bandet startades 2002, då känt som The Thirty Years War med Mike Munroe på gitarr. Basisten Tim Ward ingick i bandet fram till 2008.
Bandets musikstil är post-hardcore, progressive rock och math rock. Musiken karaktiseras av det polyrytmiska riffandet, de snabba trumkompen, och Thomas Eraks och Tim Wards blandning av höga skrik och mjuk sång.
I slutet av februari 2010 meddelade bandet att de ska lägga ner bandet efter deras sista USA-turné.

## Album
Bandet släppte fyra album och två EP. Det självbetitlade debutalbumet The Fall of Troy släpptes 2003 på Lujo Records.
Ghostship Demos är en EP som bandet spelade in och släppte själva utan ett skivbolag i ryggen. Denna släpptes kort efter debutalbumet, 2004. Låtarna på denna EP kom att lägga grunden för Phantom On The Horizon, förutom Macaulay McCulkin som istället kom med på albumet Doppelgänger, som släpptes 2005 som deras andra album, denna gång på skivbolaget Equal Vision Records.
Manipulator släpptes 2007. På detta albumet bestämde sig bandet för att se hur många olika genrer de kunde ta influenser ifrån men ändå stanna kvar i huvudkonceptet. Resultat blev att många gamla fans öppet visade sin besvikelse. Bandet hämtade influenser från genrer såsom pop och äldre rock.
Thomas Erak hade pratat i intervjuer om en återinspelning av Ghostship Demos, men sa även att fansen inte skulle förvänta det sig att det skedde snart, men några månader senare släppte bandet EP:n Phantom On The Horizon (2008).
Gruppens senaste album, In the Unlikely Event, släpptes i oktober 2009.